# Han Ye-ri
Han Ye-ri (hangul: 한예리; ur. 23 grudnia 1984 w Jecheon) – południowokoreańska aktorka.

## Życiorys
Han rozpoczęła karierę rolami w filmach krótkometrażowych i produkcjach niezależnych. Do filmu Koria (2012), w którym grała północnokoreańską tenisistkę stołową Yu Sun-bok, nauczyła się dialektu Hamgyŏng. W 2014 roku zagrała główną rolę kobiecą w thrillerze Haemoo. W 2020 roku zagrała główną rolę kobiecą w Minari, opowiadającym o koreańskich imigrantach w USA.

## Filmografia

### Filmy
- Passionate Sonata (2006)
- Gilingwa Apeulika (2007) – Ye-rin
- Keurimja (2007) – młody Kwan
- Blooming in Spring (2008)
- Bada Jjoteuro, Han Ppyeomdeo (2009) – Won-woo
- Pureun Kangeun Heulreora (2009) – Sook-yi
- Paju (2009) – Mi-ae
- Kwihyang (2009) – So-yeon
- Be with Me (2009) – Cha-kyung
- A Trip to the Moon (2009)
- One Night Stand (2010)
- Hal Soo Itneun Jaga Guhara (2010)
- Gwi (2010) – Ran
- Bang! (2010) – dziewczynka
- Dasi taeernago sipfiryo, Anyangae (2010)
- Chuncheolsalin (2011)
- Dasi taeernago sipfiryo, Anyangae (2011)
- 49th Day (2011) – córeczka
- The Physics Class (2011)
- Adventure (2011) – Seo-young
- Pyungbumhan  Naldeul (2011) – Hyo-ri
- Koria (2012) – Yu Sun-bok
- Namjjeukeuro Twieo (2013) – Choi Min-joo
- Hwansangsogui Geudae (2013) – Cha-kyung
- Kyung Bok (2013)
- Seu-pa-i (2013) – Baek Seol-hee
- Dongchangsaeng (2013) – Hye-in
- Gundo: Min-ran-eui Si-dae (2014) – Gok-ji
- Haemoo (2014) – Hong-mae
- Phantoms of the Archive (2014)
- Geugjeogin Harutbam (2015) – Jung Si-hoo
- Pil-leum-si-dae-sa-rang (2015) – wnuczka
- Choe-ak-ui ha-ru (2016) – Eun-hee
- Sanyang (2016) – 	Kim Yang-Soon
- Chun-mong (2016) – Ye-ri
- Deo Teibeul (2017) – Eun-hee
- Illang (2018) – Goo Mi-kyeong
- Chaempieon (2018) – Soo-jin
- Gunsan: Geowileul Nolaehada (2018) – chemik
- Haechijianha (2020) – Min Chae-ryung
- Minari (2020) – Monica Yi

### Telewizja
- Rodeu Neombeowon (MBC 2010) – Jo In-sook
- Deurama Siti (KBS2 2013) – Lee Yeon-woo
- Sangsang go-yang-i (MBC Every 1 2015) –  Bok-gil (głos)
- Yungnyong-i Nareusya (SBS 2015) – Yoon-rang / Cheok Sa Gwang
- Cheongchunsidae (JTBC 2016-2017) – Yoon Jin-myung
- Seuwichi – Sesang-eul Bakkwora (SBS 2018) – Oh Ha-ra
- Nokdukkot (SBS 2019) – Song Ja-in
- Joahamyeon Ullineun (Netflix 2019) – DJ Radio
- (Aneun Geon Byeollo Eopjiman) Gajogimnida (tvN 2020) – Kim Eun-hee
- Eoneu Nal Uri Jip Hyeon-gwaneuro Myeolmang-i Deureowatda (tvN 2021)
- Hometown (OCN 2021)